# Lucanus laminifer laminifer
Lucanus laminifer laminifer es una subespecie de la especie Lucanus laminifer, coleóptero de la familia Lucanidae.

## Distribución geográfica
Habita en Assam, Sikkim, Darjeeling, Birmania  y Tailandia.